# Cuscomys oblativus
Cuscomys oblativus é uma espécie de roedor da família Abrocomidae. Endêmica do Peru, era conhecida apenas por restos subfósseis encontrados em criptas incas de Machu Picchu, no departamento de Cusco. Os espécimes conhecidos datavam de 1450-1532 d. C., e apesar de ser considerada extinta pela IUCN, acreditava-se que a espécie ainda existia, visto que a região de Machu Picchu é esparsamente habitada, remota e coberta por florestas de altitude. Em 2014 foi anunciado que uma expedição em 2012 redescobriu o roedor tanto no parque nacional como no santuário histórico de Machu Picchu.

## Nomenclatura e taxonomia
A espécie foi descrita em 1916 por George Francis Eaton como Abrocoma oblativus. Em 1999, Louise Emmons recombinou a espécie para o gênero Cuscomys.

## Distribuição geográfica e habitat
A espécie é endêmica do Peru, onde era conhecida apenas de dois exemplares subfósseis encontrados em câmaras mortuárias incas em Machu Picchu datadas de 1450-1532 d.C.. A espécie foi redescoberta numa expedição em 2012 que confirmou a presença do roedor no Parque Nacional de Machu Picchu e no Santuário Histórico de Machu Picchu.

## Conservação
A União Internacional para a Conservação da Natureza e dos Recursos Naturais (IUCN) classifica a espécie como extinta já que até 2008 somente dois espécimes subfósseis eram conhecidos, e nenhum exemplar vivo foi registrado em explorações na área. Em 1999, Emmons considerou não haver evidências de que o roedor tivesse sido extinto desde 1500, e sendo a região de Machu Picchu acidentada e esparsamente povoada e ainda coberta por florestas de altitude, cogitou a possibilidade de sua ocorrência na área. Um registro fotográfico feito em 2009 por um guarda florestal levantou a possibilidade da espécie nunca ter sido extinta, e em 2012, uma expedição confirmou a existência do Cuscomys oblativa.